# 掘立柱

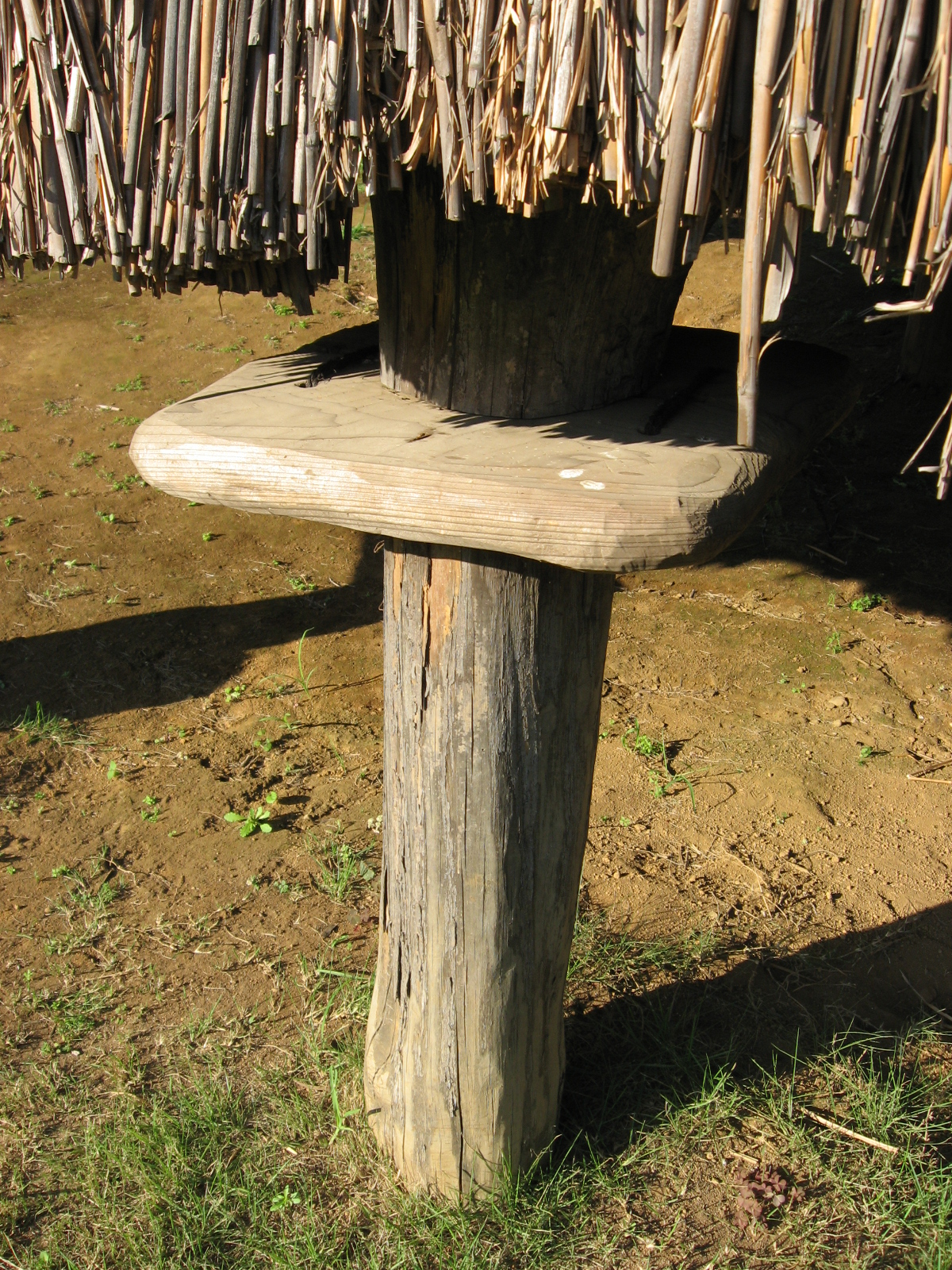
復元された高床倉庫の掘立柱。ねずみ返しがはめ込まれている。（神奈川県横浜市都筑区・大塚・歳勝土遺跡）。

掘立柱（ほったてばしら/ほりたてばしら）とは地面に穴を掘り、その穴に直接立てた柱のこと。掘り出した土は柱の周りを固めながら埋め戻していき、建物などの基礎とする。

## 掘立柱の用途
1. 祭礼でつかう柱やウッド・サークル（環状木柱列）を検出した遺跡には、富山県小矢部市の桜町遺跡（縄文時代晩期）、石川県金沢市のチカモリ遺跡（縄文後期～晩期）と石川県能登町の真脇遺跡（縄文晩期）などがある。伴出の遺物から祭祀や葬送にかかわる施設である可能性が高い。祭礼については後述する。
2. 平地建物や竪穴建物の主柱 - 〈詳細は、平地建物・竪穴建物 を参照〉
3. 掘立柱建物の側柱 - 〈詳細は、掘立柱建物 を参照〉

## 柱を用いた祭礼
- 日本国内では長野県諏訪大社の御柱祭が著名である。諏訪大社は諏訪湖をはさんで上社と下社に分かれ、さらに上社は前宮と本宮、下社は春宮と秋宮に分かれる。祭礼では、それぞれの社に4本の柱を建てるので、計16本の大木を建てることになる。
- 柱祭は海外にも類似例がある。スウェーデンの夏至祭、イギリスのメイポール、ドイツのオクトーバーフェスト、ネパールのインドラ・ジャートラ、インドの扉曳き祭、ミャンマーの柱立て祭、タイの新年の木、チベットの聖なる木、メキシコのフライングインディアンなどである。